# Grb Občine Trzin
Grb Občine Trzin je upodobljen na zlatem, črno obrobljenem ščitu gotske oblike, katerega osnovna barva je rumena. V sredini ščita je odprt cvet močvirske logarice (Fritillaria meleagris) s šestimi cvetnimi listi na katerih so stilizirane srebrne pike. Cvetni listi so obrobljeni s petimi zelenimi suličastimi  listi, v sredini cveta pa je črn pestič s po tremi črnimi prašniki na vsaki strani pestiča.